# U ozera
U ozera (У озера) è un film del 1969 diretto da Sergej Apollinarievič Gerasimov.